# James Leonard Plimpton
Pour les articles homonymes, voir Plimpton.
James Leonard Plimpton (1828, Medfield, Massachusetts - 1911) est un inventeur américain connu pour avoir changé le monde du patinage avec ses patins à roulettes brevetés en 1863. Les patins à roulettes Plimpton, à quatre roulettes, étaient sûrs et plus faciles à utiliser que les versions existantes, permettant aux gens de se diriger simplement en se penchant vers la gauche ou la droite.
Il a aussi ouvert certains des premiers circuits de patins à roulettes à Newport (Rhode Island).